# Kai Lehmann

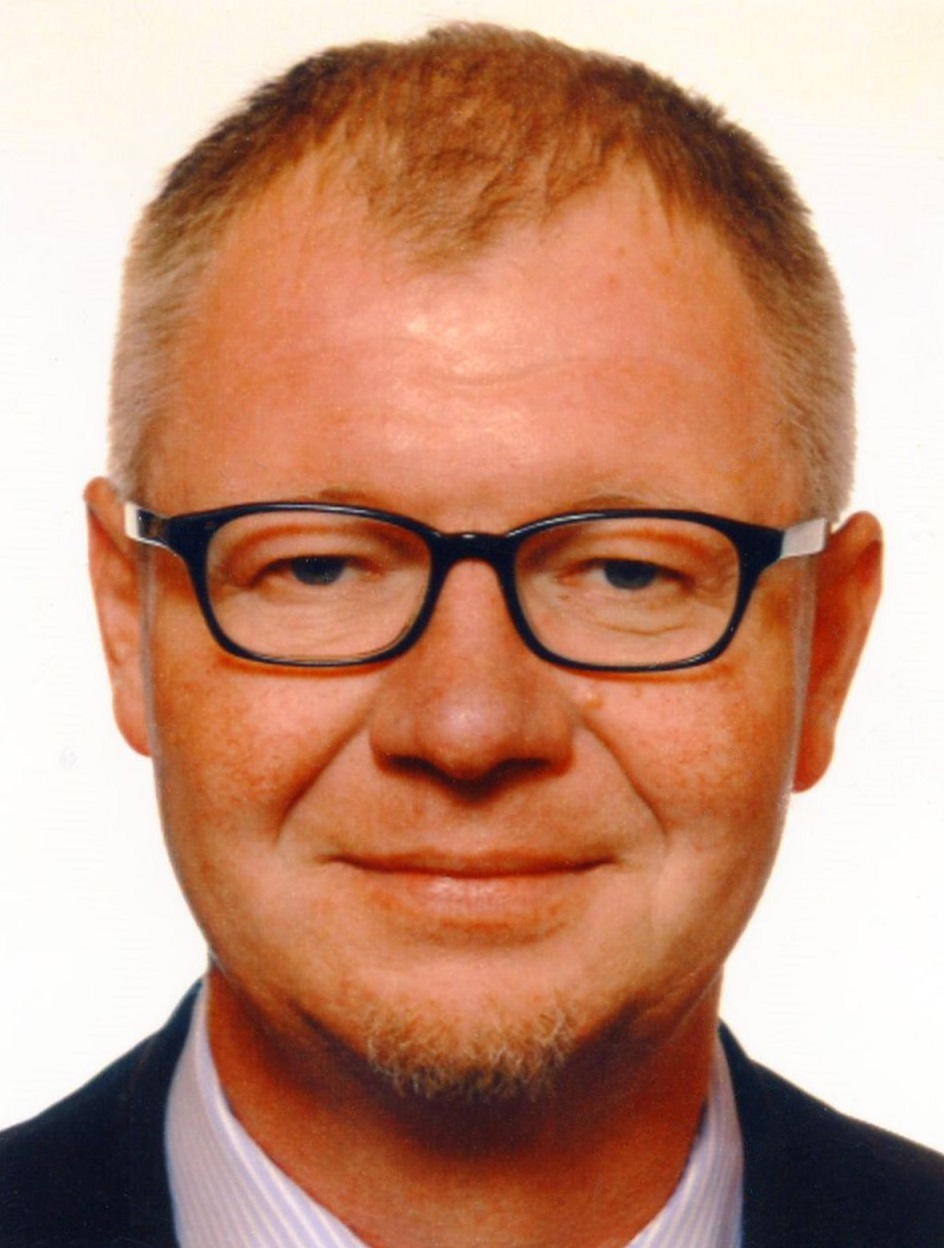
Kai Lehmann (2016)

Kai Lehmann (* 28. September 1971 in Schmalkalden) ist ein deutscher Historiker und Museumsdirektor. Er ist Direktor der Museen im Zweckverband Kultur des Landkreises Schmalkalden-Meiningen. Er leitet das Museum Schloss Wilhelmsburg in Schmalkalden. Zudem ist er verantwortlich für das Technische Museum „Neue Hütte“, das Besucherbergwerk „Finstertal“ im Schmalkalder Ortsteil Asbach und für das Metallhandwerksmuseum in Steinbach-Hallenberg.
Lehmann ist spezialisiert auf Kirchenbücher und die Alltagsgeschichte des einfachen Volkes vom 16. bis zum 18. Jahrhundert.

## Leben
Kai Lehmann studierte von 1994 bis 1998 Mittelalterliche und Neuere Geschichte, Sozialwissenschaften und Christliche Sozialethik an der Helmut-Schmidt-Universität in Hamburg. Seine Magisterarbeit thematisierte die „Herkunft und Aufstieg der Arnulfinger-Pippiniden unter besonderer Berücksichtigung des sogenannten Staatsstreich des Grimoald“ und wurde bei Klaus Arnold eingereicht. Von 2000 bis 2003 war Lehmann wissenschaftlicher Mitarbeiter am Militärgeschichtlichen Forschungsamt in Potsdam. Er wurde 2003 an der Helmut-Schmidt-Universität mit einer Dissertation über „Die Plünderung der gefürsteten Grafschaft Henneberg im Jahr 1554“ promoviert (magna cum laude).
Seit 2003 ist Lehmann Museumsdirektor in Schmalkalden. Ab Sommersemester 2016 hat er einen Lehrauftrag an der Friedrich-Schiller-Universität Jena. Er ist Mitglied der Historischen Kommission für Thüringen.
2017 war er Träger des Sonderpreises der Stadt Schmalkalden und 2021 Träger des Thüringer Tourismuspreises.
Kai Lehmann ist verheiratet und Vater von drei Töchtern.

## Ausstellungen
(im Museum Schloss Wilhelmsburg)
- 2007–2012: „Ritter Iwein – die virtuelle Auferstehung der ältesten profanen Wandmalereien nördlich der Alpen“
- 2011–2013: „Luther und die Hexen. Hexenverfolgung im Gebiet südlich des Thüringer Waldes“
- 2013–2015: „Leben und Sterben im Dreißigjährigen Krieg“
- 2015–2016: „Fatale Lust – Landgraf Philipp von Hessen und seine Doppelehe“
- 2017: Dauerausstellung: „Der Schmalkaldische Bund – der politische Arm der Reformation“
- 2017: Sonderausstellung: „Das Instrument Luther – der Reformator wird zum Heiligen“
- Ab 2018: „Deutsches Dokumentationszentrum zur Hexenverfolgung“
- 2019: „Renaissance-Möblierung – die etwa andere Art einer musealen Ausstellung“
- 2022: „Der Henker des Herzogs – Das Leben des Scharfrichters Johann Jeremias Glaser (1653 bis 1725)“
- 2022: „Urknall Luther? Reformatoren und Bibelübersetzungen vor Martin Luther“
- 2024: „1150 Jahre Schmalkalden – die Geschichte einer Stadt, die selber Geschichte schrieb“

## Schriften
Monographien
- Der Henker des Herzogs, Ein ganz normales Leben um 1700. Freiburg im Breisgau 2024, ISBN  978-3-534-61003-7.
- Der Schmalkaldische Bund. Herausgegeben vom Zweckverband Kultur des Landkreises Schmalkalden-Meiningen, Untermaßfeld 2017, ISBN 978-3-945531-09-9.
- Die Einführung der Reformation in Südthüringen. (Beiträge zur Reformationsgeschichte in Thüringen, Band 8), Jena 2016.
- Fatale Lust – Landgraf Philipp von Hessen und seine Doppelehe. Herausgegeben vom Zweckverband Kultur des Landkreises Schmalkalden-Meiningen, 258 S., Untermaßfeld 2016.
- Leben und Sterben im Dreißigjährigen Krieg, zwei authentische Familienschicksale aus dem 17. Jahrhundert. Herausgegeben vom Zweckverband Kultur des Landkreises Schmalkalden-Meiningen, 252 S., Untermaßfeld 2014, ISBN 978-3-9815307-4-2.
- Unschuldig. Hexenverfolgung südlich des Thüringer Waldes. Über 500 recherchierte Fälle aus dem 16. und 17. Jahrhundert. Herausgegeben vom Zweckverband Kultur des Landkreises Schmalkalden-Meiningen, 456 S., Untermaßfeld 2012, ISBN 978-3-9813902-8-5.
- mit Jürgen Römer u. a.: Orte der Reformation – Schmalkalden. Evangelische Verlagsanstalt Leipzig 2013.
- Leben und Sterben vor, während und nach dem Dreißigjährigen Krieg in der Gemeinde Fambach (1559–1703), Eine Kulturgeschichte anhand des ältesten Kirchenbuches der Evangelischen Kirche von Kurhessen-Waldeck, 530 S., Floh-Seligenthal 2008, ISBN 3-9810028-5-7.
- Die Plünderung der gefürsteten Grafschaft Henneberg im Jahr 1554. (Sonderveröffentlichungen des Hennebergisch-Fränkischen Geschichtsvereins Nr. 20), 499 S., Hildburghausen 2005, ISBN 3-86180-161-2.
- mit Hans-Erich Volkmann u. a.: Der Bundestagsausschuss für Verteidigung und seine Vorläufer. Band 1: Der Ausschuss zur Mitberatung des EVG-Vertrages. Juli bis Dezember 1952, 1046 S., Düsseldorf 2006, ISBN 978-3-7700-1700-3.

Aufsätze (Auswahl)
- Alt werden oder jung sterben in der Frühen Neuzeit am Beispiel Südthüringens, in: Sabine Kramer (Hrsg.): Alt. Und Lebenssatt? Das Alter in Perspektiven der Reformationszeit und der Gegenwart  (Wittenberger Sonntagsvorlesungen, Evangelisches Predigerseminar 2020/21), Wittenberg 2022, S. 44–65.
- Die bewusste Sache, Die Doppelehe des Landgrafen Philipp von Hessen als direkter Weg zum Geheimvertrag von Regensburg, in: Jehn, Alexander u. a. (Hrsg.): Hessische Skandale, Medien, Gesellschaft und Normenkonflikte (Eine Publikation der Hessischen Landeszentrale für politische Bildung und des Hessischen Landesarchivs), Wiesbaden 2021, S. 46–64.
- Der Schmalkaldische Bund, Militärischer Schutzpanzer der Reformation, in: Angelika Dörfler-Dierken (Hrsg.): Reformation und Militär, Wege und Irrwege in fünf Jahrhunderten, Göttingen 2019, S. 63–80.
- Hexenverfolgung in Stadt und Amt Erfurt, in: Stadt und Geschichte, Zeitschrift für Erfurt, Nr. 69, Erfurt 2018.
- Hexenwahn und Hexenverfolgung als Folge der Reformation, in: Werner Greiling u. a. (Hrsg.): Negative Implikationen der Reformation? Gesellschaftliche Transformationsprozesse 1470-1620 (Quellen und Forschungen zu Thüringen im Zeitalter der Reformation, Band 4), Köln, Weimar, Wien 2015, S. 255–282.
- Hexenverfolgung in den protestantischen Gebieten Südthüringens, Der Fall der Lena Güntzlin aus Benshausen, in: Zeitschrift für Thüringische Geschichte, Band 68, Neustadt a. d. Aisch 2014, S. 49–86.
- Hexenverfolgung in den protestantischen Gebieten des heutigen Südthüringen, in: Ulrike Siebenhaar (Hrsg.): Hexenprozesse und Hexenverfolgung im Hochstift Bamberg, Eine vorläufige Bilanz, Bamberg 2013, S. 140–172.
- Jung sterben oder alt werden? Das Todesalter der ländlichen und städtischen Bevölkerung im heutigen Südwestthüringen von der Mitte des 17. Jahrhunderts bis zur Mitte des 18. Jahrhunderts, in: Jahrbuch des Hennebergisch-Fränkischen Geschichtsvereins, Band 27, Kloster Veßra, Meiningen, Münnerstadt 2012, S. 95–112.
- Projekt 1719 – Lebenserwartung im 17. und 18. Jahrhundert in der Herrschaft Schmalkalden, in: Zeitschrift des Vereins für Hessische Geschichte und Landeskunde, Band 116, Kassel 2011, S. 137–162.
- Die Schmalkalder Straßen im Jahr 1755 aus gewerblicher und sozialer Perspektive, in: Schmalkaldische Geschichtsblätter, Band 2, Schmalkalden 2012, S. 20–48.
- Wann wurde die Wartburg gebaut?, in: Schmalkalder Geschichtsblätter, Heft 15/16, Schmalkalden 2009, S. 131–176.
- Geisthirt muss nicht immer recht haben – ein Beitrag zu 500 Jahre Schmalkalder Stadtkirche St. Georg, in: ebda., S. 55–70.
- Schmalkalden oder Meiningen – wo verabschiedete sich Elisabeth von Thüringen von ihrem Gatten, in: Nova Historia Schmalcaldica, Band 4, Schmalkalden 2007, S. 126–141.
- Die Bevölkerungsentwicklung der Stadt Schmalkalden im 16. Jahrhundert, in: Nova Historia Schmalcaldica, Band 2, Schmalkalden 2005, S. 3–32.